# 吉見宏
吉見 宏（よしみ ひろし、1961年8月1日 - 2023年1月2日）は、日本の会計学者。博士（経営学）。専門は公会計、監査論。長崎県出身。

## 来歴
長崎県長崎市生まれ。長崎県立長崎東高校、九州大学経済学部経営学科卒業。1987年同大学院経済学研究科経営学専攻修士課程修了。1990年同大学院経済学研究科経営学専攻博士後期課程単位取得退学。
1990年日本学術振興会特別研究員。1991年北海道大学経済学部講師。同経済学部助教授を経て、2000年北海道大学大学院経済学研究科助教授。2004年同大学院経済学研究科教授。その後、北海道大学会計専門職大学院教授。2012年北海道大学大学院経済学研究科長。2016年より北海道大学副学長。
この他、2002年～2003年まで日本会計研究学会北海道部会運営委員も務めた。なお、札幌学院大学大学院地域社会マネジメント研究科非常勤講師を務める。 
2005年日本監査研究学会の監査研究奨励賞を受賞。
その後病気療養中であったが、2023年1月2日に死去。61歳没。死没日付をもって正四位に叙され、瑞宝中綬章を追贈された。

## エピソード
- Hana*テレビのコメンテーターを務めていた。晩年も夕刊おがわや今日ドキッ!のコメンテーターを務めていた。
- 鉄道に詳しく、札幌LRTの会の会長やJR北海道の監査役も務めていた。

## 主要著書
- 『企業不正と監査』（税務経理協会、1999年）
- 佐藤のりゆき著（吉見, 金子由紀, 齋藤一朗監修）『のりゆきの近未来経済』（北海道新聞社、2003年）
- 藤田昌也, 奥薗幸彦と共著『会計利潤の計算方法（3訂版）』（同文舘出版、2004年）
- 『監査期待ギャップ論』（森山書店、2005年）
- 『ケースブック監査論（第4版）』（新世社、2008年）